# NGC 5454
NGC 5454 este o galaxie lenticulară situată în constelația Boarul. A fost descoperită în 21 aprilie 1865 de către Heinrich Louis d'Arrest. Se află la o distanță de 111,88 megaparseci de Pământ.